# Joséphine Nyssens Keelhoff
Pour les articles homonymes, voir Nyssens.
Joséphine Nyssens épouse Keelhoff est une personnalité méconnue qui a participé à l’essor du féminisme belge. Née en 1833 à Lokeren et morte en 1917 à Neerhaeren, elle se bat contre l’alcoolisme et pour le féminisme en créant, entre autres, le Restaurant hygiénique en 1901 à Bruxelles (40, Place du Sablon).

## Contexte historique
Joséphine Nyssens Keelhoff est née au XIXe siècle, en Belgique. Elle grandit dans un État indépendant depuis 1830, doté d’une monarchie parlementaire et constitutionnelle depuis 1831.
Les droits des femmes y sont quasi inexistants et les femmes mariées sont infantilisées, elles n’ont aucune capacité juridique tout comme les « criminels » et les « débiles mentaux » tel que précisé dans le Code napoléonien de 1804 qui s’est imposé au Code civil belge en 1830.
La Belgique du XIXe siècle est également marquée par la révolution industrielle qui a entraîné des bouleversements majeurs dans la vie économique et sociale du pays. Plusieurs conflits ont vu le jour, les populations dominées se révoltaient contre la culture centrale. Différents clivages ont fait surface : un clivage entre les partisans d’un État centralisé et les partisans de régions périphériques autonomes avec un respect des langues et des cultures dominées ; un clivage entre l’Église et l’État ; un clivage entre l’industrie et l’agriculture ; un clivage entre les bénéficiaires de l’industrialisation et les prolétaires.
Cette fragmentation du paysage économique et social belge conduira à l’apparition d’un parti politique socialiste en 1885, le Parti Ouvrier Belge (POB) dont le but est de défendre les droits des prolétaires.
Par ailleurs, beaucoup de mouvements philanthropiques (comme le féminisme, le pacifisme, l’abolitionnisme, l’antialcoolisme, la lutte contre les fléaux sociaux…) ont également fait leur apparition. « Ceux-ci voulaient s’affirmer et dénoncer l’hypocrisie des « doubles morales ». Les femmes y occupent d’emblée une place majeure, car la fonction morale comme la fonction éducative est un espace d’action qui leur est pleinement reconnu. Si certaines s’y engagent dans une perspective caritative traditionnelle, d’autres y voient au contraire un moyen d’expression personnel et une voie d’émancipation sociale. »

## Vie privée
Joséphine Nyssens naît le 4 avril 1833 à Lokeren dans un milieu industriel et catholique. Elle est issue d’une famille typiquement bourgeoise, sa mère élève une nombreuse fratrie de quinze enfants dont Joséphine occupe la neuvième place. Son père dirige une fabrique de tissus de coton. Deux de ses sœurs sont entrées dans les ordres.
À une époque où l’obligation scolaire ne soulève pas encore beaucoup d’intérêt et n’est pas légiférée, la jeune Joséphine semble avoir bénéficié d’une éducation de qualité.
Entre 1866 et1869, elle travaille dans le commerce de thé et de porcelaine de Chine « À la Porte Chinoise », tenu par sa sœur, Hélène, à Bruxelles.
Pendant la courte guerre franco-prussienne (1870-1871), selon la tradition orale familiale, elle s’engage comme infirmière bénévole dans l’Association belge de secours aux militaires blessés en temps de guerre, composée essentiellement de notables.
Quelques années plus tard, en 1875, elle épouse François Keelhoff, artiste-peintre originaire du Limbourg et fils du notaire de Neerhaeren. Elle a alors 42 ans, son mari 55. Elle s’installe à Neerhaeren, ville natale de son époux et elle s’investit dans l’éducation d’enfants pauvres.
Veuve en 1893 et sans descendance, elle s’installe à Bruxelles où elle se mobilise pour la cause féminine et la lutte contre l’alcoolisme.
Elle œuvre sans relâche jusqu’en 1914. Alors que l’Europe s’enlise dans la première guerre mondiale, Joséphine Keelhoff se retire à Neerhaeren. Elle y meurt le 17 mars 1917.

## Engagements

### Lutte contre l'alcoolisme
L’alcoolisme qualifié de « lèpre hideuse qui ronge nos contrées » ne fait pourtant pas l’objet d’une législation très répressive ou d’une prise en charge efficace à la fin du XIXe siècle et au début du XXe siècle.
Après le décès de son mari en 1893, Joséphine Nyssens Keelhoff vend une grande partie de ses biens et déménage à Bruxelles pour se consacrer à la lutte antialcoolique. Elle fera partie du comité fondateur de l’Union des femmes Belges contre l’alcoolisme en 1899. Cette Union est une association de femmes qui vise à lutter contre l’alcoolisme des hommes du peuple afin de protéger les femmes des violences conjugales. En effet, l’Union des femmes Belges contre l’alcoolisme estime que les femmes et les enfants sont les premières victimes de l’abus d’alcool dans les classes ouvrières. Ce combat vise donc avant tout l’alcoolisme masculin et les classes peu aisées, même si l’Union déplore toutes formes d’alcoolisme. Par ailleurs, l’Union revendique sa neutralité politique.
Sa lutte comprend des moyens de propagande classique pour l’époque : organes, brochures, conférences. Joséphine rédigera des articles pour les organes de la société : L'Action sociale d'abord, La Clairière et Het Geluk des Huisgezins ensuite. Elle financera elle-même ces publications.
Dans les idéaux de l’Union, se retrouvent également des sujets plus progressistes comme le statut de l’ouvrier, les droits de la femme ou l’obligation scolaire. Le but est d’améliorer le système social de l’époque. Ces idéaux deviendront internationaux et Joséphine participera aux grandes manifestations de la lutte contre l’alcool à Paris en 1900, à Genève en 1903, à Budapest en 1905 et à Milan en 1907. Elle y recevra d’ailleurs des honneurs : le diplôme d’honneur à Budapest et trois diplômes de médaille d’or à Milan.
Néanmoins, la réussite la plus remarquable de Joséphine Keelhoff est l’ouverture du Restaurant Hygiénique le 3 décembre 1901 à Bruxelles, Place du Sablon. En effet, avec ses propres fonds, Joséphine prend l’initiative de louer le rez-de-chaussée du numéro 40 et d’y aménager un restaurant offrant des plats complets, à prix abordables. Le Restaurant hygiénique abrite aussi une bibliothèque ainsi qu’une salle de lecture et une salle de conférence. C’est dans ces salles que des conférencières et des conférenciers féministes donneront des discours car le combat de Joséphine est avant tout un combat féministe.
Le Restaurant hygiénique aura un succès tel que plusieurs établissements semblables furent édifiés dans le pays.
L’Union des femmes belges contre l’alcoolisme sera, par la suite, subsidiée par le Ministère de l’Agriculture.
En 1905, Joséphine Nyssens Keelhoff siègera comme membre au Conseil Général du Comité National contre l’Alcoolisme.

### Féminisme
Le combat féministe de Joséphine Nyssens Keelhoff s’inscrit dans le prolongement de sa lutte antialcoolique. Elle tiendra, d’ailleurs, des conférences féministes dans son Restaurant Hygiénique et prononcera des discours très modernes pour l'époque réclamant l’égalité des sexes à tous niveaux et dénonçant l’oppression masculine.
Joséphine Keelhoff adhère en 1899 à la Ligue belge du droit des femmes.
Elle multiplie ses engagements. En 1905, elle rejoint le Conseil National des Femmes Belges (CNFB) placé sous la direction de Marie Popelin, sa fondatrice. Ce conseil englobe également la Ligue belge du droit des femmes et la Société belge pour l’amélioration du sort de la femme.
Joséphine Keelhoff a contribué au développement du féminisme belge tout en affichant un pacifisme empreint d’un grand humanisme. La même année, elle endosse le rôle de Commissaire dans l’Association des cités-jardins qui figure parmi les onze associations développées par le CNBF et qui propose des logements sociaux aux familles vivant dans des taudis. Les cités-jardins s’inscrivent dans la volonté, affichée dès 1889, de mettre fin à l’insalubrité des logements destinés aux populations précarisées.
En 1909, elle devient membre du POB (Parti Ouvrier Belge) et elle consacre sa vie à défendre pacifiquement le mouvement féministe belge.

## Publications
- « Répertoire de la presse féminine et féministe en Belgique 1830-1944 », Action sociale, Bruxelles, Inbel, t. I,‎ 1903-1914, p. 2 et 87.
- « Repertorium van de feministische en vrouwenpers 1830-1994 », Het Geluk Des Huisgezins, Bruxelles, Inbel, t. II,‎ 1994, p. 76-77.

## Hommage
- Le diplôme d’honneur à Budapest (1905)[20]
- Trois diplômes de médaille d’or à Milan (1907)[20]

### Revues scientifiques
- Catherine Jacques, Le féminisme en Belgique du 19e siècle aux années 1970, vol. 7-8, Courrier Hebdomadaire du CRISP, 2012-2013, p. 5-54.
- Dictionnaire des femmes belges: XIX et XXè siècles, Racine, p. 426.
- Sophie Matkava, Engagements féminins : Sextant, vol. 9, Groupe interdisciplinaire d’Études sur les femmes de l’Université libre de Bruxelles, 1998, p. 115-150.
- Vincent de Coorebyter, Clivages et partis en Belgique, vol. 15, Courrier hebdomadaire du CRISP, 2008, p. 7-95.

### Textes de loi
- . « Code civil », art. 213, 214.
- . « Code napoléonien », art. 1124.
- . « Loi sur l’ivresse publique du 16 août 1887 ».
- . « Loi sur le logement social du 9 août 1889 ».

### Archives
- Compte rendu des opérations du comité de Bruxelles, Bruxelles, Associations Belge de secours aux militaires Blessés en temps de guerre, 1871, p. 17.
- AVB, Fond Nyssens, carton 8, L’Union des femmes…, PV des séances, séance du 298 juin 1900 et G. Malherbe, Binche-Bruxelles, Les sociétés de temperance, 1900, p. 22-27.
- L’alcoolisme, discours prononcé par W.Willemans, Procureur général près de la Cour d’Appel de Bruxelles à l’audience solennelle du 1er octobre 1902, Bruxelles, Larcier, 1902, p. 7.
- AVB, Fonds Nyssens, carton 17, lettre adressée à Antonia Nyssens-Van-Dreveld, 25 décembre 1942 par son neveu Raymond Van der Burght, notaire à Vilvorde, accompagnant une biographie de Joséphine Keelhoff (« la tante Josse », 1921.